# Temporada 1951-52 de los Rochester Royals
La Temporada 1951-52 fue la cuarta de los Rochester Royals en la NBA. La temporada regular acabó con 41 victorias y 25 derrotas, ocupando el primer puesto de la División Oeste, clasificándose para los playoffs en los que cayeron en las finales de división ante los Minneapolis Lakers.

## Elecciones en elDraft
| Ronda | Puesto | Jugador      | Posición | Nacionalidad   | Universidad          |
| ----- | ------ | ------------ | -------- | -------------- | -------------------- |
| 1     | 8      | Sam Ranzino  | Base     | Estados Unidos | North Carolina State |
| 2     | 17     | Ray Ragelis  | Alero    | Estados Unidos | Northwestern         |
| 3     | 27     | Fred Diute   | Base     | Estados Unidos | St. Bonaventure      |
| 4     | 37     | Elmer Behnke | Pívot    | Estados Unidos | Bradley              |

## Temporada regular
| División Oeste           | División Oeste | División Oeste | División Oeste | División Oeste | División Oeste | División Oeste | División Oeste | División Oeste |
| Equipo                   | G              | P              | %              | PD             | Casa           | Fuera          | Neutral        | Div            |
| ------------------------ | -------------- | -------------- | -------------- | -------------- | -------------- | -------------- | -------------- | -------------- |
| x-Rochester Royals       | 41             | 25             | .621           | -              | 28-5           | 12-18          | 1-2            | 22-14          |
| x-Minneapolis Lakers     | 40             | 26             | .606           | 1              | 21-5           | 13-20          | 6-1            | 24-12          |
| x-Indianapolis Olympians | 34             | 32             | .515           | 7              | 25-6           | 4-24           | 5-2            | 18-18          |
| x-Fort Wayne Pistons     | 29             | 37             | .439           | 12             | 22-11          | 6–24           | 1-2            | 17-19          |
| Milwaukee Hawks          | 17             | 49             | .258           | 24             | 8-13           | 3–22           | 6-14           | 9-27           |

## Playoffs

### Semifinales de División
Rochester Royals - Fort Wayne Pistons
| Fecha       | Partido                                    | Ciudad     |
| ----------- | ------------------------------------------ | ---------- |
| 18 de marzo | Rochester Royals 95, Fort Wayne Pistons 78 | Rochester  |
| 20 de marzo | Fort Wayne Pistons 86, Rochester Royals 92 | Fort Wayne |
|             | Rochester gana las series 2-0              |            |

### Finales de División
Minneapolis Lakers - Rochester Royals
| Fecha       | Partido                                         | Ciudad      |
| ----------- | ----------------------------------------------- | ----------- |
| 29 de marzo | Rochester Royals 88, Minneapolis Lakers 78      | Rochester   |
| 30 de marzo | Rochester Royals 78, Minneapolis Lakers 83 (OT) | Rochester   |
| 5 de abril  | Minneapolis Lakers 77, Rochester Royals 67      | Minneapolis |
| 6 de abril  | Minneapolis Lakers 82, Rochester Royals 80      | Minneapolis |
|             | Minneapolis gana las series 3-1                 |             |

## Estadísticas
| Rk | Jugador       | Edad | P  | PT | MP   | TC  | TCI  | %TC  | 3P | 3PI | %3P | TL  | TLI | %TL  | RO | RD | RT   | AS  | RB | TAP | BP | FP  | PTS  |
| 1  | Bob Davies    | 32   | 65 |    | 36.8 | 5.8 | 15.2 | .383 |    |     |     | 4.5 | 5.8 | .776 |    |    | 2.9  | 6.0 |    |     |    | 4.1 | 16.2 |
| 2  | Bobby Wanzer  | 30   | 66 |    | 37.8 | 5.0 | 11.7 | .425 |    |     |     | 5.7 | 6.3 | .904 |    |    | 5.0  | 4.0 |    |     |    | 3.0 | 15.7 |
| 3  | Arnie Risen   | 27   | 66 |    | 36.3 | 5.5 | 14.0 | .394 |    |     |     | 4.6 | 6.5 | .701 |    |    | 12.7 | 2.3 |    |     |    | 3.9 | 15.6 |
| 4  | Jack Coleman  | 27   | 66 |    | 39.5 | 4.7 | 11.2 | .415 |    |     |     | 1.8 | 2.6 | .710 |    |    | 10.5 | 3.2 |    |     |    | 3.3 | 11.2 |
| 5  | Arnie Johnson | 31   | 66 |    | 32.7 | 2.7 | 6.2  | .433 |    |     |     | 4.6 | 5.9 | .778 |    |    | 6.1  | 2.8 |    |     |    | 3.9 | 10.0 |
| 6  | Odie Spears   | 26   | 66 |    | 25.3 | 3.4 | 8.6  | .395 |    |     |     | 1.8 | 2.3 | .763 |    |    | 4.6  | 2.5 |    |     |    | 3.4 | 8.6  |
| 7  | Red Holzman   | 31   | 65 |    | 16.4 | 1.6 | 5.7  | .280 |    |     |     | 0.9 | 1.3 | .718 |    |    | 1.6  | 1.8 |    |     |    | 1.5 | 4.1  |
| 8  | Sam Ranzino   | 24   | 39 |    | 6.0  | 0.8 | 2.3  | .333 |    |     |     | 0.7 | 0.9 | .703 |    |    | 1.0  | 0.6 |    |     |    | 1.6 | 2.2  |
| 9  | Ray Ragelis   | 23   | 51 |    | 6.6  | 0.5 | 1.9  | .260 |    |     |     | 0.4 | 0.6 | .621 |    |    | 1.5  | 0.6 |    |     |    | 1.2 | 1.3  |
| 10 | Paul Noel     | 27   | 8  |    | 4.0  | 0.3 | 1.1  | .222 |    |     |     | 0.3 | 0.4 | .667 |    |    | 0.5  | 0.4 |    |     |    | 0.8 | 0.8  |
| 11 | Alex Hannum   | 28   | 31 |    |      | 2.1 | 5.2  | .395 |    |     |     | 1.4 | 1.8 | .750 |    |    | 4.6  | 1.9 |    |     |    | 3.9 | 5.5  |
| 12 | Joe McNamee   | 25   | 24 |    |      | 0.3 |      |      |    |     |     | 0.1 | 0.3 | .333 |    |    |      |     |    |     |    | 1.2 | 0.6  |

## Galardones y récords
| Jugador    | Galardón                    |
| Bob Davies | Mejor quinteto de la NBA    |
| Bob Wanzer | 2º Mejor quinteto de la NBA |